# Gentile (nome)
Gentile  è un nome proprio di persona italiano maschile e femminile.

## Varianti
- Maschili: Gentilio[2]
  - Alterati: Gentilino[2]
- Femminili: Gentilia[2]
  - Alterati: Gentilina[2]

## Origine e diffusione
Deriva dal tardo soprannome latino Gentilis, basato su gens ("stirpe", "popolo"), che originariamente aveva il significato di "appartenente alla stessa stirpe" e poi di "pagano" (vedi Gentili). Nel Medioevo insorge come nome affettivo basato sull'italiano "gentile" (cioè "nobile", "cortese"); l'uso corrente, più comune al maschile ma ben attestato anche al femminile, si rifà proprio a quest'ultima tradizione, ed è sorretto anche dal culto verso i due beati così chiamati.
È diffuso in tutta Italia, con prevalenza nel nord. Le forme Gentilio e Gentilia sono tipicamente lombarde.

## Onomastico
L'onomastico può essere festeggiato il 5 settembre, in ricordo del beato Gentile da Matelica, missionario francescano e martire probabilmente a Tabriz, o il 28 gennaio, in memoria della beata Gentile Giusti, madre e vedova.

## Persone

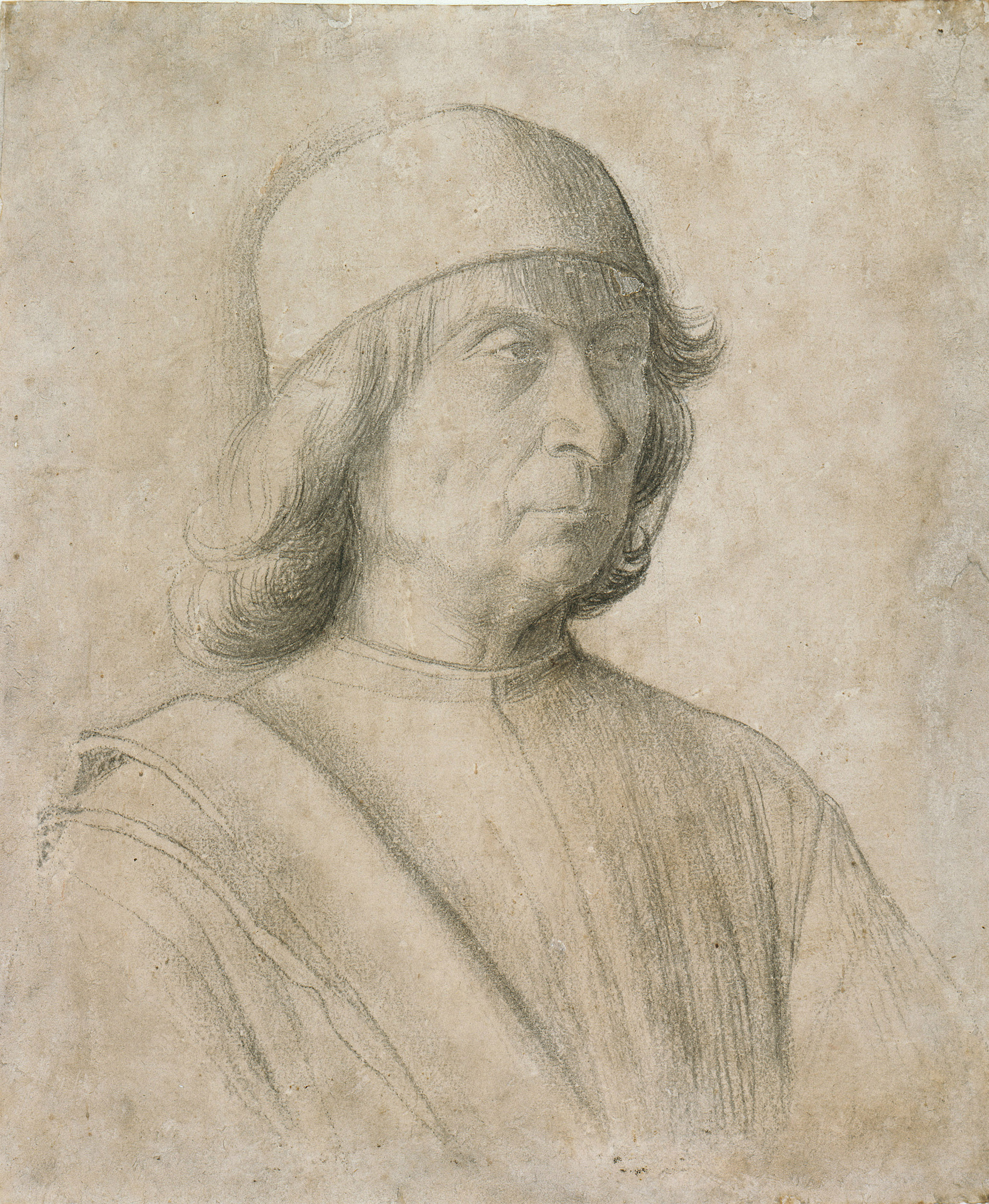
Gentile Bellini

### Femminile
- Gentile Brancaleoni, duchessa consorte di Urbino
- Gentile Budrioli, astrologa italiana

### Maschile
- Gentile da Fabriano, pittore italiano
- Gentile da Foligno, medico italiano
- Gentile da Leonessa, condottiero italiano
- Gentile da Ripatransone, architetto italiano
- Gentile Bellini, pittore e medaglista italiano
- Gentile de' Becchi, vescovo italiano
- Gentile Virginio Orsini, condottiero italiano
- Gentile Portino da Montefiore, cardinale italiano